# Scott County (Kansas)
Scott County je okres ve státě Kansas v USA. K roku 2010 zde žilo 4 936 obyvatel. Správním městem okresu je Scott City. Celková rozloha okresu činí 1 859 km².